# Stenocyathidae
Stenocyathidae  is een familie van neteldieren uit de klasse van de Anthozoa (bloemdieren). 

## Geslachten
- Pedicellocyathus Cairns, 1995
- Stenocyathus Pourtalès, 1871
- Truncatoguynia Cairns, 1989